# Quyền LGBT ở Grenada
Quyền đồng tính nữ, đồng tính nam, song tính và chuyển giới ở Grenada có thể phải đối mặt với những thách thức pháp lý mà những người không phải là LGBT không gặp phải. Bộ luật hình sự làm cho các hành vi đồng tính trở thành bất hợp pháp với hình phạt lên tới 10 năm tù, nó cũng không đề cập đến sự phân biệt đối xử hoặc quấy rối trên tài khoản của khuynh hướng tình dục hoặc bản dạng giới công đoàn tình dục dưới mọi hình thức, cho dù đó là hôn nhân hay quan hệ đối tác. Các hộ gia đình do các cặp đồng giới đứng đầu cũng không đủ điều kiện nhận bất kỳ quyền tương tự nào được trao cho các cặp vợ chồng khác giới.

## Bảng tóm tắt
| Hoạt động tình dục đồng giới hợp pháp                                                                                       | Dành cho nam (Hình phạt: Lên đến 10 năm tù) / Dành cho nữ |
| Độ tuổi đồng ý | Dành cho nam / Dành cho nữ                                |
| Luật chống phân biệt đối xử trong việc làm                                                                                  | No                                                        |
| Luật chống phân biệt đối xử trong việc cung cấp hàng hóa và dịch vụ                                                         | No                                                        |
| Luật chống phân biệt đối xử trong tất cả các lĩnh vực khác (bao gồm phân biệt đối xử gián tiếp, ngôn từ kích động thù địch) | No                                                        |
| Hôn nhân đồng giới | No                                                        |
| Công nhận các cặp đồng giới                                                                                                 | No                                                        |
| Con nuôi của các cặp vợ chồng đồng giới                                                                                     | No                                                        |
| Con nuôi chung của các cặp đồng giới                                                                                        | No                                                        |
| Người đồng tính nam và đồng tính nữ được phép phục vụ công khai trong quân đội                                              | Không có quân đội                                         |
| Quyền thay đổi giới tính hợp pháp                                                                                           | No                                                        |
| Truy cập IVF cho đồng tính nữ                                                                                               | No                                                        |
| Mang thai hộ thương mại cho các cặp đồng tính nam                                                                           | No                                                        |
| NQHN được phép hiến máu | No                                                        |